# Église Saint-Pierre-et-Saint-Paul d'Euville
Pour les articles homonymes, voir Église Saint-Pierre-et-Saint-Paul.
L'église Saint-Pierre-et-Saint-Paul est une église catholique située à Euville, dans le département de la Meuse et la région Lorraine, en France.

## Historique
L'église actuelle s'élève à l'emplacement d'une ancienne église fortifiée du XIIe siècle.
Voulue par le prêtre de l'époque, Jean-Eugène Micault, la première pierre de l'église moderne fut posée le 25 novembre 1890 par l'évêque de Verdun, Mgr Gonindard, et elle fut consacrée le 30 octobre 1892 par son successeur, Mgr Pagis. Elle a été réalisée par les architectes Alphonse Verneau, de Commercy, et Médart, de Verdun. 
La décoration est l'œuvre de Léon Régnier pour les sculptures extérieures, Léon Demange pour les sculptures intérieures et Emmanuel Champigneulle pour les vitraux.
Eugène Vallin a réalisé le mobilier de style néo-roman : les sièges du célébrant et de ses 2 acolytes, les 38 bancs de fidèles dans la nef, les 2 bancs d'honneur dans le chœur, les 2 confessionnaux, et le buffet d'orgue, tandis que la facture d'orgue est de Jaquot,.
Vallin et Champigneulle ont collaboré quelques années plus tard à l'hôtel de ville d'Euville, situé à proximité.

## Description
De style éclectique médiéval, l'église est construite en pierre d'Euville. Sa façade de 16 mètres de large présente deux clochers et trois portes qui ont leur tympan orné de sculptures en pierre de Savonnières représentant la tête du Christ pour la grande porte centrale, et de saint Pierre et saint Paul, les saints patrons d'Euville, pour les portes latérales.

## Protection
L'édifice a été inscrit aux monuments historiques par arrêté du 26 juin 1997. La partie instrumentale de l'orgue de Jaquot a été classée au titre objet le 16 août 1989, puis le buffet d'orgue de Vallin a été inscrit au titre objet le 1er mars 1994, et enfin le reste de son mobilier a été classé au titre objet le 15 novembre 2000.